# Бойно поле (WWE)
Бойно поле е кеч събитие, продуцирано от WWE, професионална кеч компания, намираща се в Кънектикът, излъчващо се на живо и чрез pay-per-view (PPV).
Турнирът започва през 2013 г., дебютирайки през октомври в календара на WWE, замествайки Отвъд предела. През 2014 г. събитието се мести в юли.
През 2016 г. WWE провежда за втори път разширяване на марките, като съставът се разделя на 2 шоута - Първична сила и Разбиване, а турнирите се провеждат между едно от двете. Турнирът Бойно поле 2016 е първият турнир след разширяването и първият без разделен състав.

## Дати и места
| № | Име               | Дата       | Град                      | Място                 | Главен мач                                                 |
| - | ----------------- | ---------- | ------------------------- | --------------------- | ---------------------------------------------------------- |
| 1 | Бойно поле (2013) | 6 октомври | Бъфало, Ню Йорк           | First Niagara Center  | Ренди Ортън срещу Даниъл Брайън1                           |
| 2 | Бойно поле (2014) | 20 юли     | Тампа, Флорида            | Tampa Bay Times Forum | Джон Сина срещу Ренди Ортън срещу Кейн срещу Роуман Рейнс2 |
| 3 | Бойно поле (2015) | 19 юли     | Сейнт Луис, Мисури        | Scottrade Center      | Сет Ролинс срещу Брок Леснар2                              |
| 4 | Бойно поле (2016) | 24 юли     | Вашингтон, окръг Колумбия | Verizon Center        | Дийн Амброуз срещу Роуман Рейнс срещу Сет Ролинс1          |

Мач за:
1↑Титлата на WWE;
2↑Световната титла в тежка категория на WWE

## Вужте също
- WWE Network събития
- WWE Турнири